# ليوناردو ميلازي
ليوناردو ميلازي (بالإسبانية: Leonardo Melazzi)‏ (4 فبراير 1991 بمونتفيدو في الأوروغواي - ) هو لاعب كرة قدم أوروغواني في مركز الهجوم. شارك مع منتخب الأوروغواي تحت 20 سنة لكرة القدم. أما مع النوادي، فقد لعب مع ميرامار ميشنس ونادي جنوى ونادي دانوبيو ونادي كياسو ونادي لوغانو وديبورتيس إيكيكي وسنترو أتلتيكو فينكس ‏.

## وصلات خارجية
- ليوناردو ميلازي على موقع قاعدة بيانات كرة القدم.إي يو (الإنجليزية)
- ليوناردو ميلازي على موقع Soccerway.com (الإنجليزية)